# Colonia el Refugio, Delstaten Mexiko
Colonia el Refugio är en ort i Mexiko.   Den ligger i kommunen Toluca och delstaten Mexiko, i den sydöstra delen av landet, 60 km väster om huvudstaden Mexico City. Colonia el Refugio ligger 2 857 meter över havet och antalet invånare är 1 790.
Terrängen runt Colonia el Refugio är kuperad söderut, men norrut är den platt. Runt Colonia el Refugio är det mycket tätbefolkat, med 2 028 invånare per kvadratkilometer. Närmaste större samhälle är Toluca, 8,0 km nordost om Colonia el Refugio. I omgivningarna runt Colonia el Refugio växer huvudsakligen savannskog.